# Gina Tricot

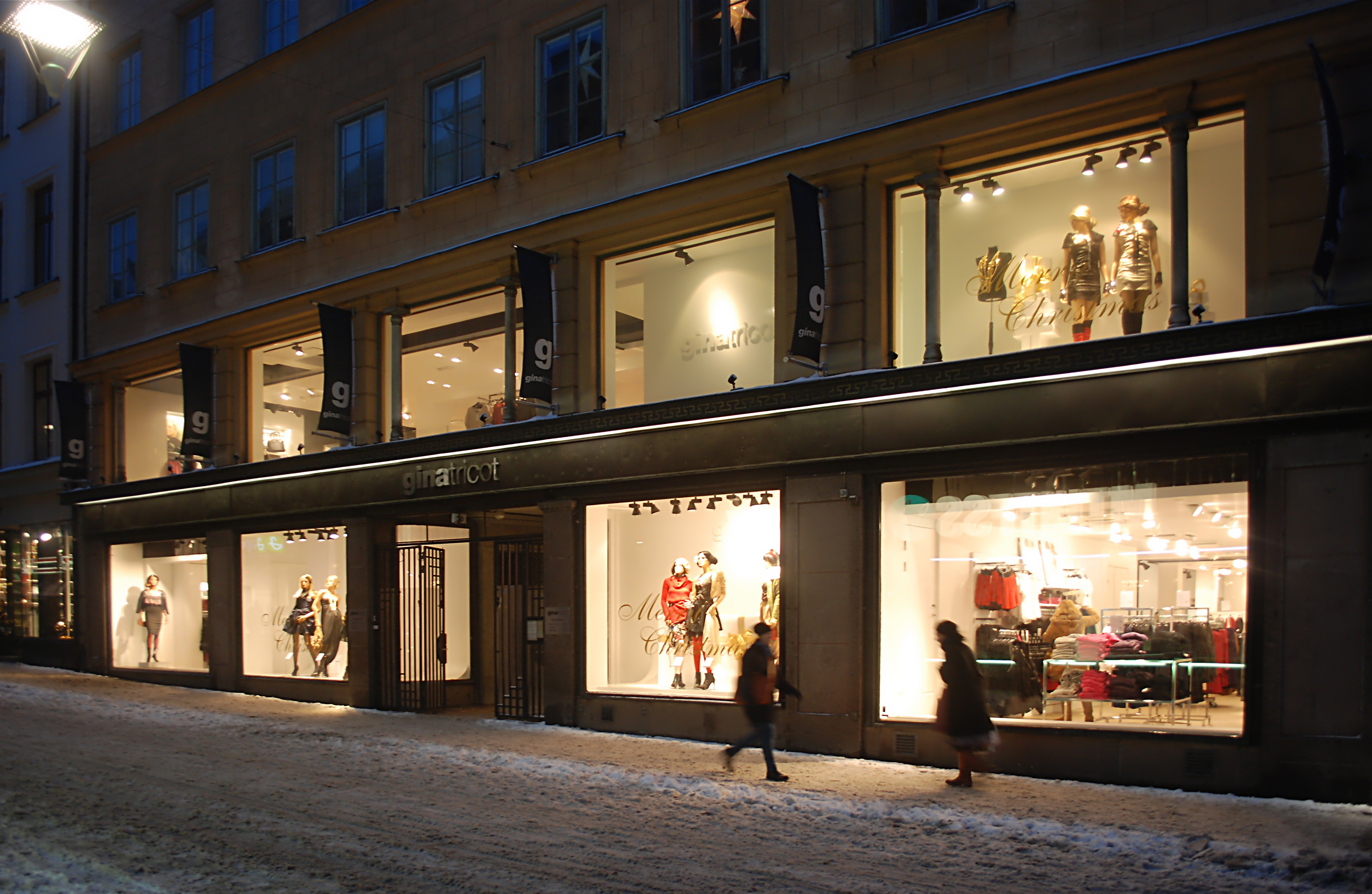
Kedjans butik på Götgatan på Södermalm i Stockholm.

Gina Tricot är en svensk konfektionskedja för kvinnor med butiker i fem olika länder. Entreprenörerna Annette och Jörgen Appelqvist grundade klädföretaget Gina Tricot år 1997. Företagets första VD var Jörgen Appelqvist.
Företaget är känt för "Gina Tricot Forest" vilket uppmärksammades genom en granskning av SVT. Kritik riktades mot företaget för att ägna sig åt så kallad greenwashing. Nyheten fick stor uppmärksamhet i Sverige och andra nordiska länder under juni 2024.
Fast fashion-företaget Gina Tricot omsätter cirka 1,8 miljarder per år och har sammanlagt över 155 butiker runt om i Norden. Huvudkontoret är beläget i Borås. På Gina Tricot arbetar omkring 1550 anställda med alltifrån modedesign och inköp till marknadsföring och ekonomi samt butik och lager.
Sommaren 2019 tillträdde Joachim Modig som tillförordnad VD och våren 2020 tillträdde Ted Boman som VD.

## Samarbeten
Gina Tricot har arbetat mycket med styling och modeprofiler. Exempel på kända ansikten är Sofi Fahrman från Sofis mode,  danska bloggtrion Anywho, norska Trines Wardrobe samt Caroline Blomst från Carolines mode.
Gina Tricot har arbetat med flera stora modeprofiler och influencers. Företaget har även gjort kollektioner tillsammans med Anine Bing, Icona Pop och Matilda Djerf.
Gina Tricot har även samarbetat med Bianca Ingrosso i hållbarhetsprojektet "Gina Tricot Forest”. I en relaterad reklamkampanj kommunicerade klädföretaget att de skulle odla en egen skog, vilket var en överdrift i fråga om area och medförde kritisk medierapportering, även utanför Sverige.  Att bara en mycket liten av intäkterna gick till plantering av träd kriterades också.

## Socialt ansvar
Gina Tricot har kritiserats för brist på socialt ansvarstagande i samarbetet med leverantörer i Asien, bland annat i Bangladesh, där företaget har en stor del av sin produktion. I ett undersökande reportage 2016 uppges att fabriker har haft stora säkerhetsbrister som brandrisker och elfel. Också mycket låga löner och arbetstider på 70 timmar i veckan rapporterades. Gina Tricots ledning har bemött kritiken och menar att de inte kan styra över sina självständiga leverantörers uppsatta arbetsförhållanden.
Gina Tricot är medlemmar i Amfori (BSCI, Business Social Compliance Initiative) sedan 2009 och jobbar aktivt med frågor som berör hållbarhet. Företaget var också bland det första att signera The accord on fire and building safety in Bangladesh. Resultatet av företagets arbete är svårt att utvärdera. 
År 2017 fick Gina Tricot kritik efter att en skådespelare i en reklamfilm sjungit om hållbarhet på ett bomullsfält i Indien. Kampanjen kritiserades för att vara rasistisk och så kallad greenwashing. I samband med reklamkampanjen fick klädföretaget även kritik för att så kallad BCI-bomull (Better Cotton Initiative) som klädföretaget använder sig av inte är ekologisk eller särskilt hållbar.